# I Never Loved a Man the Way I Love You
I Never Loved a Man the Way I Love You är ett musikalbum av Aretha Franklin utgivet på skivbolaget Atlantic Records 1967. Albumet som var hennes elfte studioalbum kom att bli hennes definitiva genombrott. Det var Franklins debutalbum på bolaget och blev långt mer framgångsrikt än något av de album hon släppte på sitt tidigare bolag Columbia Records. Med titelspåret och "Respect", för övrigt skriven av Otis Redding, fick hon två av sina största singelframgångar i karriären.
Albumet certifierades snabbt som en guldskiva i USA av RIAA.
Magasinet Rolling Stone har listat det på plats #84 på listan The 500 Greatest Albums of All Time. Albumet är även upptaget i Robert Dimerys bok 1001 album du måste höra innan du dör.

## Låtlista
(upphovsman inom parentes)
1. "Respect"  (Otis Redding) - 2:27
2. "Drown in My Own Tears"  (Glover) - 4:07
3. "I Never Loved a Man (The Way I Love You)"  (Shannon) - 2:51
4. "Soul Serenade"  (Dixon/King Curtis) - 2:39
5. "Don't Let Me Lose This Dream"  (Franklin/White)  2:23
6. "Baby, Baby, Baby"  (Franklin/Franklin)  2:54
7. "Dr. Feelgood (Love Is a Serious Business)"  (Franklin/White) - 3:23
8. "Good Times"  (Cooke) - 2:10
9. "Do Right Woman, Do Right Man"  (Moman/Penn) - 3:16
10. "Save Me"  (Franklin/Franklin/Ousley) - 2:21
11. "A Change Is Gonna Come"  (Cooke) - 4:20

## Listplaceringar
- Billboard 200, USA: #2[2]
- UK Albums Chart, Storbritannien: #36[3]